# Затвор – Ловеч
Затвор – Ловеч е затвор в град Ловеч, България.
Построен е през 1936 година по италиански образец и е неколкократно разширяван. Филиали на затвора са три затоворнически общежития – в Ловеч, Троян и Велико Търново.
Местното подразделение на Държавно предприятие „Фонд затворно дело“ експлоатира мебелен и механичен цех.